# Vinkelbandat ordensfly
Vinkelbandat ordensfly (Catocala nupta) är en fjärilsart som beskrevs av Linnaeus 1767. Vinkelbandat ordensfly ingår i släktet Catocala, och familjen nattflyn.
Vingspannet är 70-94 millimeter. Arten är reproducerande i Sverige. Inga underarter finns listade.

## Bildgalleri

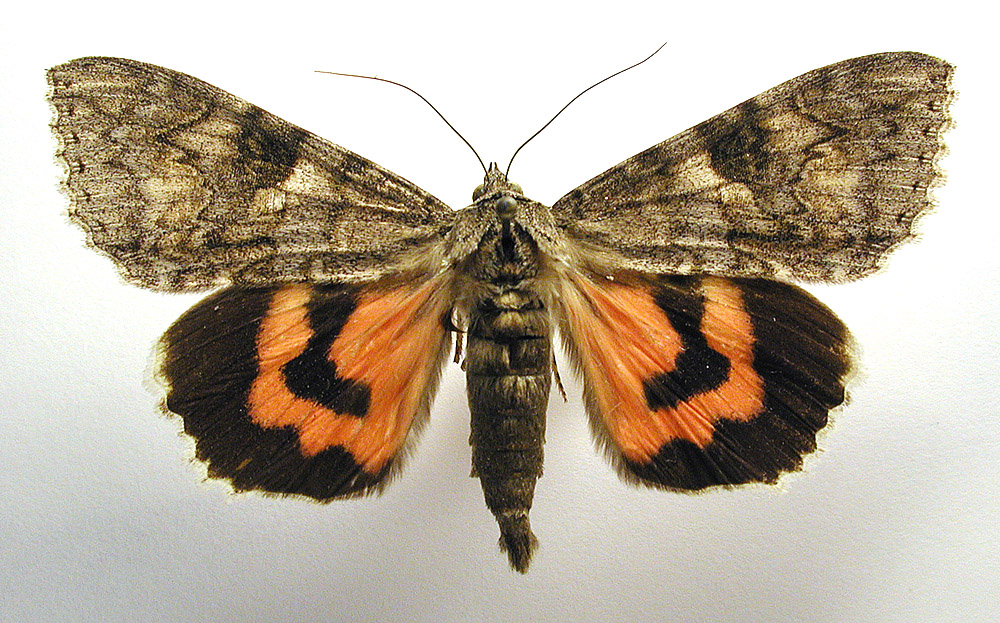
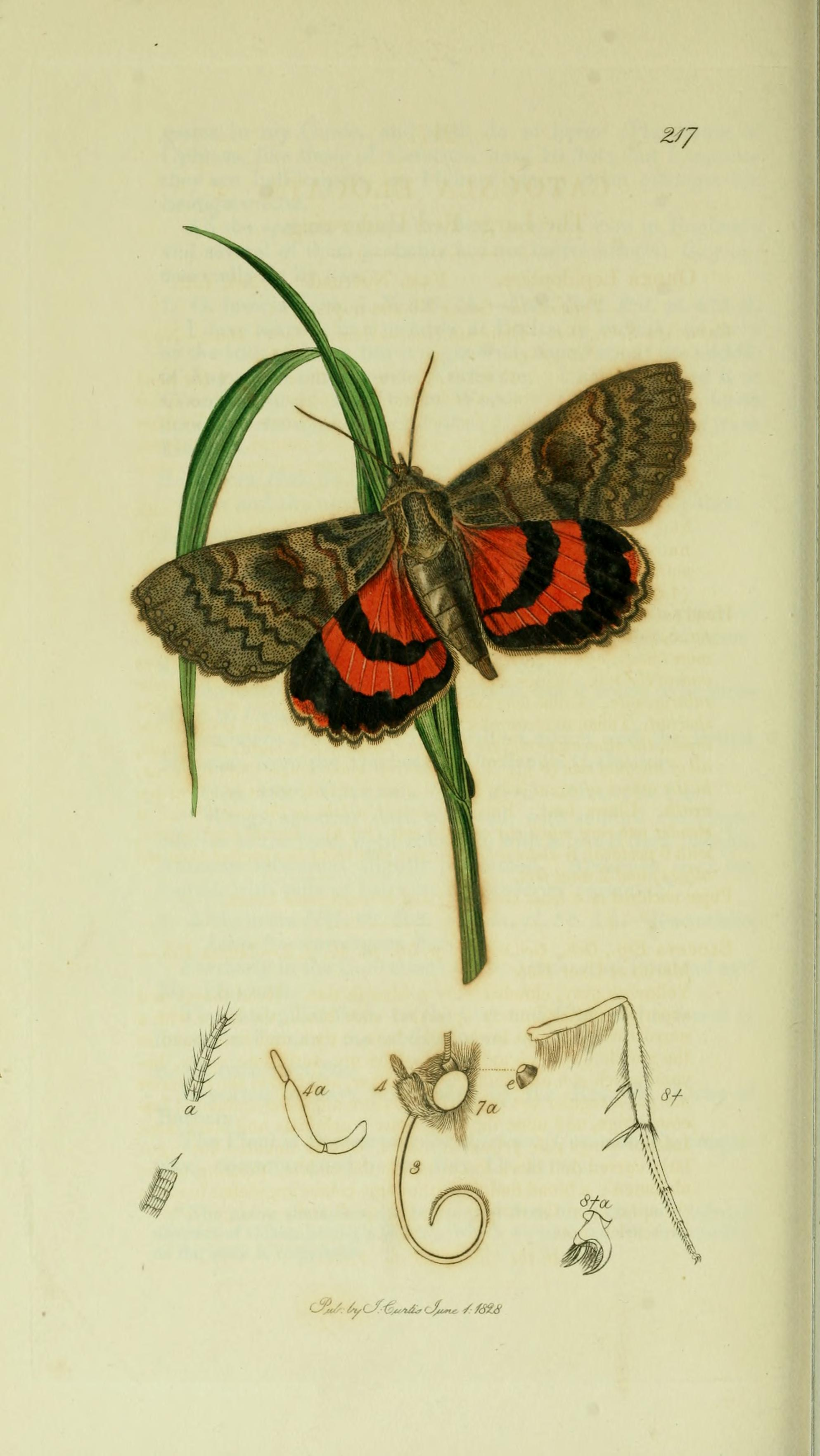
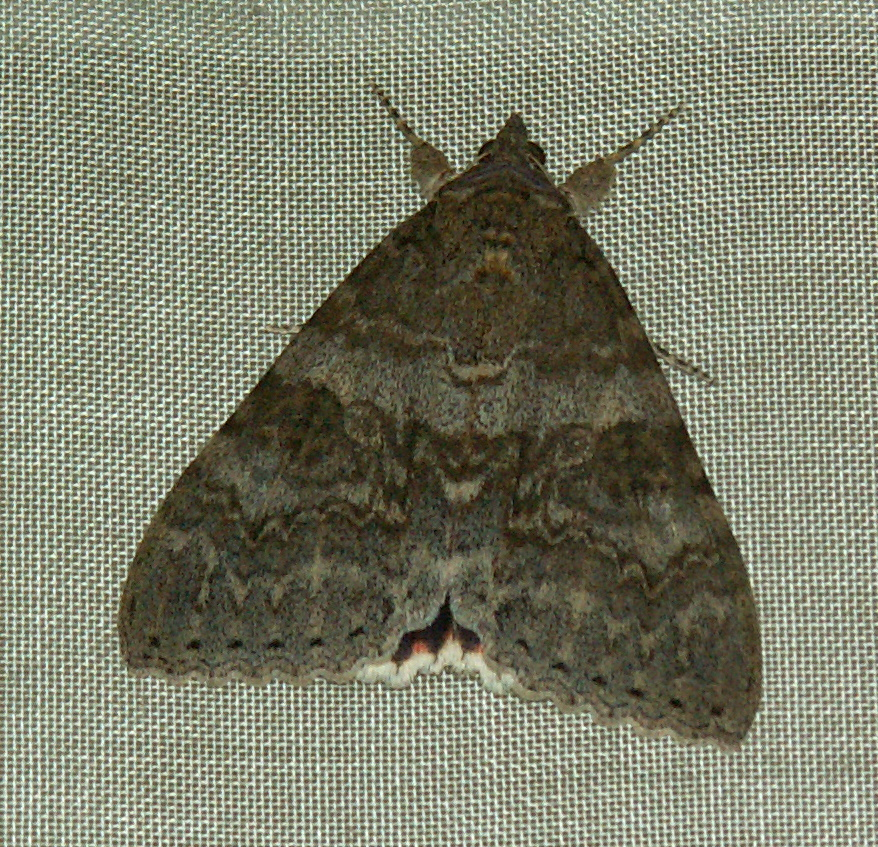
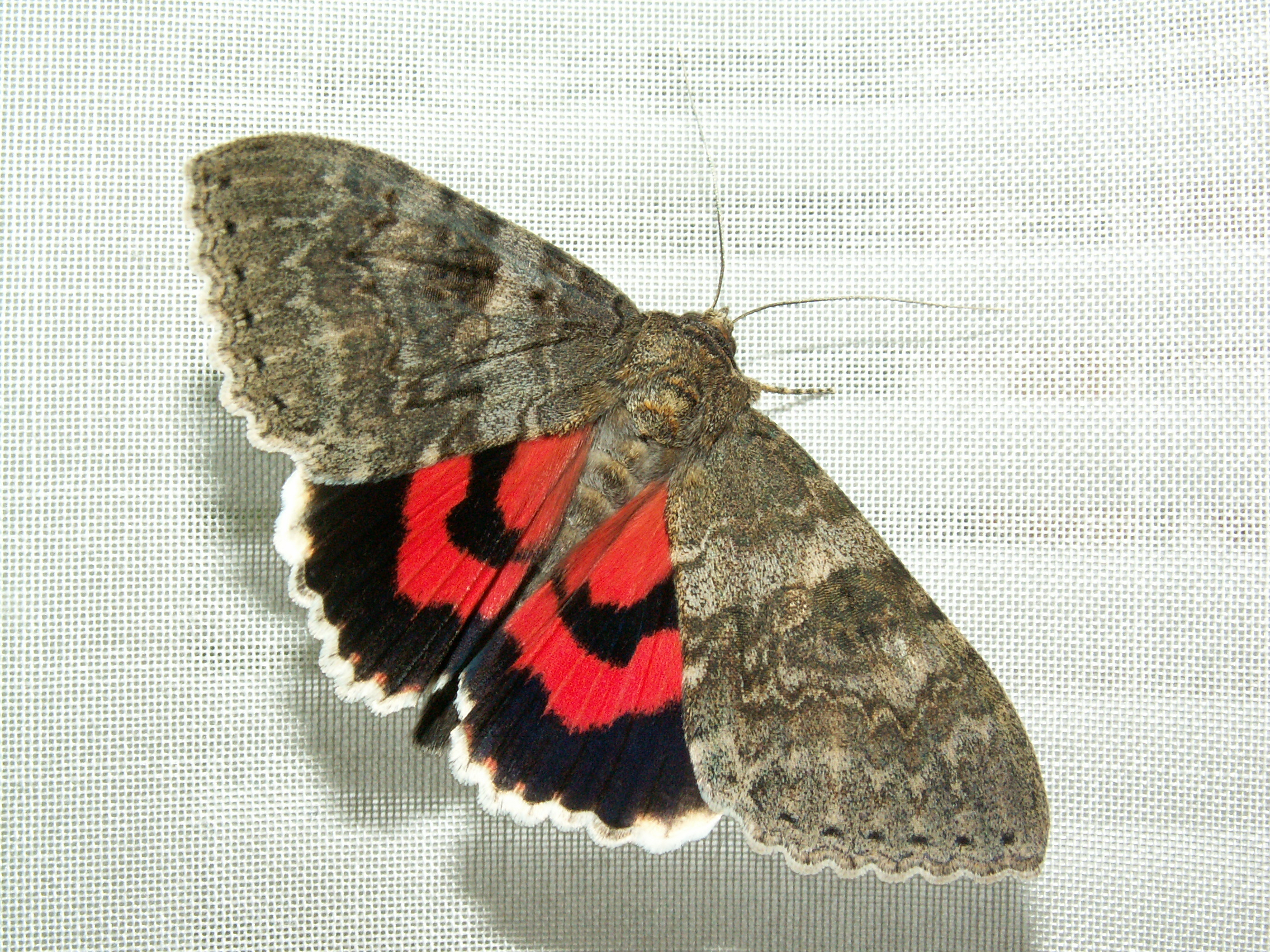
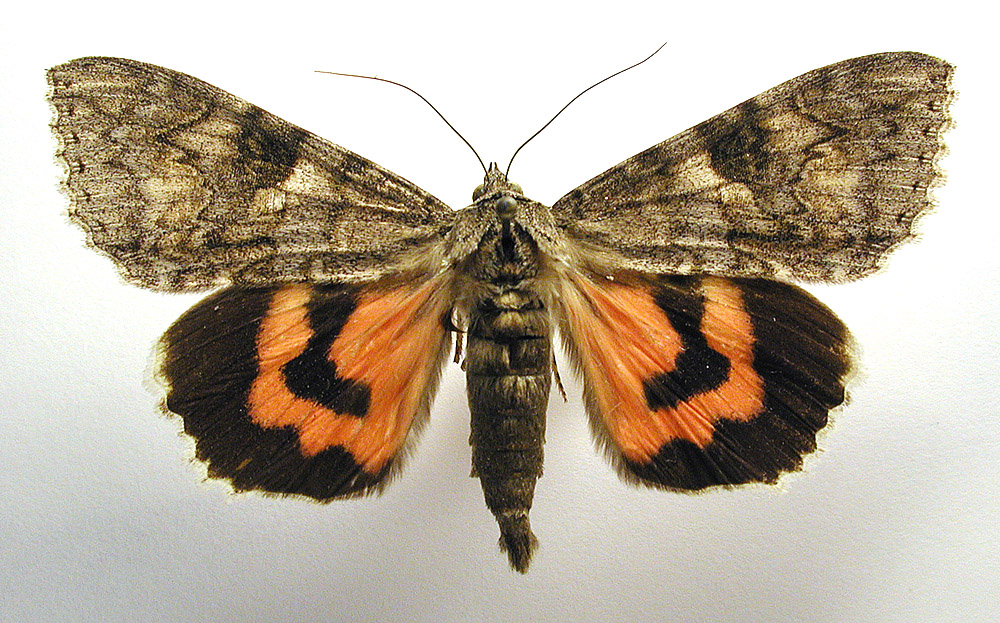